# Matt Janning
Matt Janning (Watertown (Minnesota), 22 de junho de 1988) é um jogador norte-americano de basquete profissional que atualmente joga pelo Baskonia. O atleta possui 1,93m de altura e joga na posição armador.